# Nature et Paysages
Nature et Paysages, también conocido como Jardin Botanique de Plantes Carnivores, Nature et Paysages es un jardín botánico de administración privada, especializado en plantas carnívoras que se encuentra en Peyrusse-Massas, Francia. 
Está adscrito a la prestigiosa asociación de ámbito francófono Jardins botaniques de France et des pays francophones (JBF), y presenta trabajos para la Agenda Internacional para la Conservación en los Jardines Botánicos. 
El código de identificación del Jardin Botanique de Plantes Carnivores, Nature et Paysages como  miembro del "Botanic Gardens Conservation Internacional" (BGCI), así como las siglas de su herbario es PEMA.

## Localización
El jardín botánico de Plantes Carnivores, Nature et Paysages se encuentra en Peyrusse-Massas, Département de Gers, Midi-Pyrénées, France-Francia.
Está abierto todos los días excepto martes y miércoles en los meses cálidos del año.

## Historia
Fue creado en 1986 por Jean-Jacques Labat. 
En 1995 fue catalogado como "Collection National" por el Conservatorio de colecciones vegetales especializadas (CCVS) gracias a su colección de plantas carnívoras.
En 1999 fue reconocido por la asociación Jardines botánicos de Francia y de los países francófonos, y abierto al público en el 2003.

## Colecciones
Con más de 500 especies de plantas carnívoras, de las aproximadamente 600 identificadas a lo largo de todo el mundo, cultivadas en un sistema de ciénagas y pantanos. 
Se considera una de las colecciones más grandes de estas plantas en el mundo. 